# Crépol
 Crépol  là một xã thuộc tỉnh Drôme trong vùng Auvergne-Rhône-Alpes đông nam nước Pháp. Xã Crépol nằm ở khu vực có độ cao trung bình 298 mét trên mực nước biển.